# Жан Тирол
Жан Тирол (фр. Jean Tirole; 9. август 1953) француски је професор економије.

Био је усмерен на индустријску организацију, теорију игара, банкарство и финансије, економију и филозофију. У 2014. години добио је Нобелову награду за економију за своју анализу тржишне снаге и регулације.